# Aleksandrs Jerofejevs
Aleksandrs Jerofejevs (ur. 12 kwietnia 1984 w Rydze) – łotewski hokeista. Reprezentant Łotwy.
Jego brat Nikolajs (ur. 1986) także został hokeistą.

## Kariera
- HK Riga 2000 (1999-2000)
- Stalkers Juniors Daugavpils (2000-2003)
- Liepājas Metalurgs (2003-2004)
- Sioux Falls Stampede (2004-2005)
- Roanoke Valley Vipers (2005-2006)
- Ilves (2006)
- HK Poprad (2006-2007)
- Sparta Praga (2007-2009)
- Nieftiechimik Niżniekamsk (2009)
- Mietałłurg Nowokuźnieck (2009-2011)
- Slovan Bratysława (2011-2012)
- Kubań Krasnodar (2012-2013)
- Nieftianik Almietjewsk (2013-2014)
- Dinamo Ryga (2014-2018)
- HK Prizma Ryga (2018)
- Ritten/Renon (2018-2019)
- Olimp Ryga (2019-2021)
- VHK Vsetín (2021-2022)
- Re-Plast Unia Oświęcim (2022-2023)
- HC Prešov (2023-)

Od 2013 zawodnik Nieftianika Almietjewsk. Od października 2014 zawodnik Dinama Ryga. W sierpniu 2018 został hokeistą HK Prizma. Pod koniec listopada 2018 przeszedł do włoskiego zespołu Ritten/Renon. W lipcu 2019 został graczem Olimpu Ryga. Od października 2021 zawodnik VHK Vsetín. Pod koniec lipca 2022 ogłoszono jego transfer do Re-Plast Unii Oświęcim w Polskiej Hokej Lidze. Od lipca 2023 zawodnik HC Prešov.
Uczestniczył w turniejach mistrzostw świata w 2006, 2007, 2008, 2009, 2010, 2015, 2016.

## Sukcesy
Klubowe
- Finał Pucharu Mistrzów: 2008 ze Spartą Praga
- Złoty medal mistrzostw Słowacji: 2012 ze Slovanem Bratysława
- Złoty medal mistrzostw Łotwy: 2021 z HK Olimp/Venta 2002
- Finał Pucharu Polski: 2022 z Tauron Re-Plast Unia Oświęcim
- Brązowy medal mistrzostw Polski: 2023 z Unią Oświęcim